# Ali Ağaoğlu
Ali Ağaoğlu (* 3. März 1954 in Of, Trabzon) ist ein türkischer Bauunternehmer und Geschäftsmann. Im Jahr 2012 belegte er den 10. Platz in der Liste der „100 reichsten Türken“ des Wirtschaftsmagazins Forbes.

## Frühe Jahre
Ağaoğlu ist der Sohn eines in Istanbul tätigen Bauunternehmers. Ali Ağaoğlu besuchte die Kabataş Erkek Lisesi in Istanbul. Infolge des frühen Todes seines Vaters, musste er jedoch das Gymnasium abbrechen und die Geschäfte seines Vaters weiterführen.

## Unternehmertum

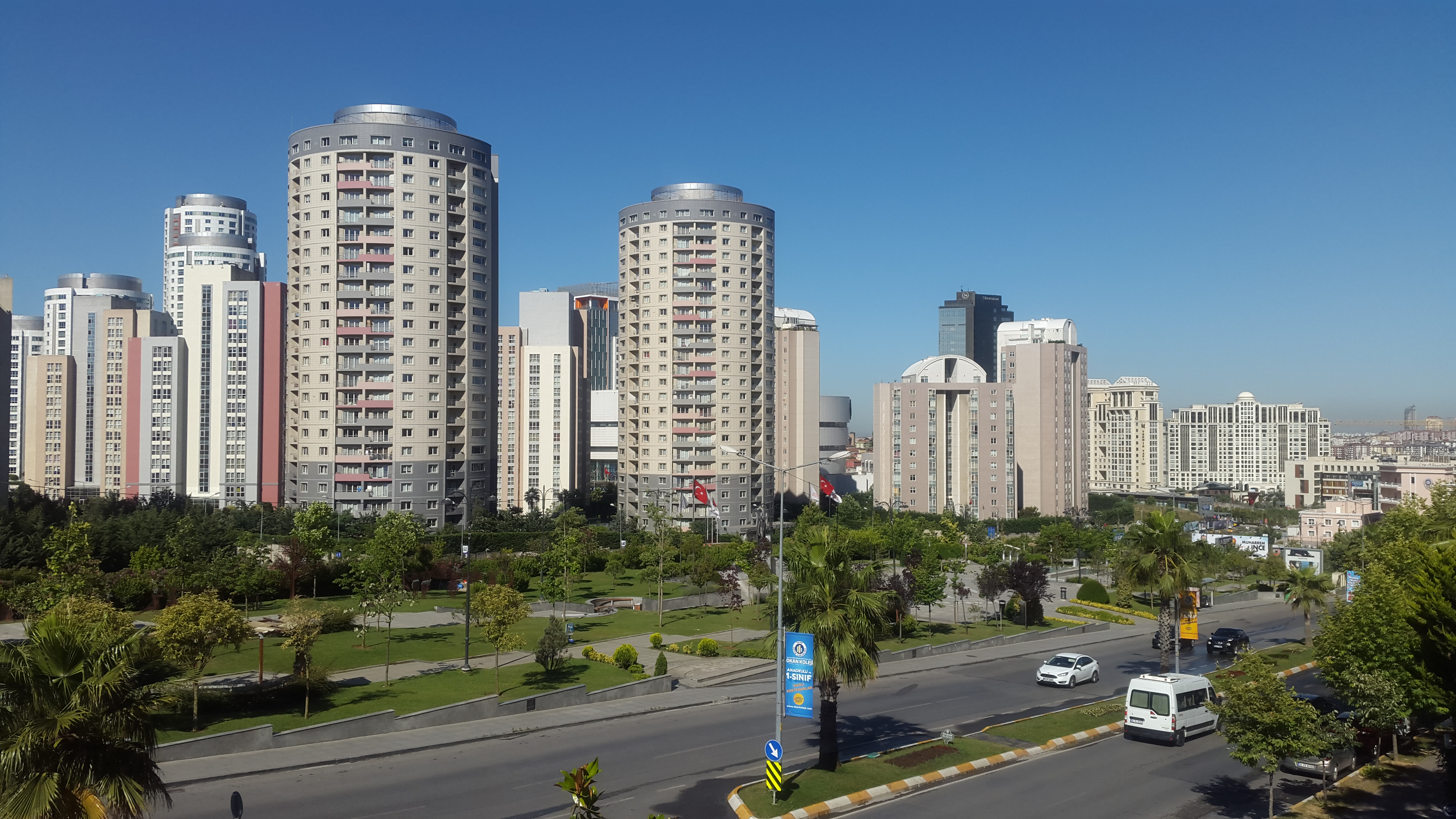
Großwohnsiedlung in Ataşehir, Istanbul

Ağaoğlu gründete 1981 die Ağaoğlu-Unternehmensgruppe und wurde nach einiger Zeit zu einem der größten türkischen Unternehmer des Bau-, Tourismus- und Dienstleistungssektors. Seit 1981 baut die Ağaoğlu-Unternehmensgruppe Großwohnsiedlungen. Ein weiteres Unternehmen, die Ağaoğlu Energy Group, investiert im Bereich der erneuerbaren Energien durch die Nutzung von natürlichen Energiequellen.
Laut Forbes war er 2013 mit einem Vermögen von 2,7 Milliarden US-Dollar der achtreichste Unternehmer der Türkei und der 527. der Welt.

## Privatleben
Ağaoğlu teilt sein Privatleben über das Fernsehen mit der Öffentlichkeit. So stellt er Fernsehen und Presse seine Luxusauto-Sammlung vor. Er ist verheiratet und hat fünf Kinder.